# نهائي كأس ملك إسبانيا 1922
نهائي كأس ملك إسبانيا 1922 كانت المباراة النهائية لبطولة كأس ملك إسبانيا 1922، أقيمت في مايو 14, 1922، على ملعب كامبو دي كويا في فيغو بين نادي برشلونة وريال يونيون وانتهت بفوز نادي برشلونة بنتيجة 5-1.

## الطريق للنهائي
خاض كل من الفريقين مباريات الدور الاول والثاني  ونصف النهائيعبر مرحلتي ال\هاب والاياب بمجموع 4 مباريات، مع مبارات خامسة لنادي ريال يونيون ضد ريال مدريد في نصف النهائي بعد التعادل في النقاط وعدد الاهداف في المباراتين

## ربع النهائي

### المباراة الاولى
| ريال يونيون                       | 4–0    | Fortuna Vigo |
| --------------------------------- | ------ | ------------ |
| Zabala 34'، 43'، 59' · Azurza 82' | Report |              |

| نادي إشبيلية | 0–1    | نادي برشلونة |
| ------------ | ------ | ------------ |
|              | Report | بييرا 70'    |

### المباراةالثانية
| Fortuna Vigo | 0–5    | ريال يونيون                                   |
| ------------ | ------ | --------------------------------------------- |
|              | Report | Pagaza 8'، 69'، 74' · Azurza 21' · Zabala 77' |

تأهل ريال يونيون إلى الدور نصف النهائي.
| نادي برشلونة                                                                 | 7–1    | نادي إشبيلية       |
| ---------------------------------------------------------------------------- | ------ | ------------------ |
| ألكانتارا 3'، 23'، 86' · ساميتيير 22' · Gràcia 27'، 59' · بلاناس 80' (ركلة.) | Report | سبنسير 71' (ركلة.) |

تأهل نادي برشلونة إلى الدور نصف النهائي.

## نصف النهائي

### المباراة الاولى
| Real Madrid                         | 2–1    | ريال يونيون  |
| ----------------------------------- | ------ | ------------ |
| مونخاردين 65' · Escobal 81' (ركلة.) | Report | Patricio 25' |

| ريال سبورتينغ خيخون | 1–1    | نادي برشلونة |
| ------------------- | ------ | ------------ |
| Bango 88' (ركلة.)   | Report | بلاناس 16'   |

### المباراة الثانية
| ريال يونيون                              | 4–1    | Real Madrid |
| ---------------------------------------- | ------ | ----------- |
| Zabala 4'، 11' · Azurza 15' · Acosta 24' | Report | Paco 35'    |

فاز ريال يونيون وريال مدريد بمباراة واحدة لكل منهما. في ذلك العام، لم يُؤخذ فارق الأهداف في الاعتبار، وأُقيمت مباراة إعادة.
| نادي برشلونة                                                          | 7–2    | ريال سبورتينغ خيخون      |
| --------------------------------------------------------------------- | ------ | ------------------------ |
| بلاناس 5' · Gràcia 15'، 20' · ألكانتارا 32'، 44'، 64' · SagiBarba 77' | Report | بالاسيوس 40' · Bango 85' |

تأهل نادي برشلونة إلى النهائي.

### مباراة فاصلة
| ريال يونيون                                                     | 4–0    | Real Madrid |
| --------------------------------------------------------------- | ------ | ----------- |
| Patricio 22' · رينيه بيتي 52' (ركلة.)، 75' (ركلة.) · Azurza 87' | Report |             |

تأهل ريال يونيون للنهائي.

## المباراة النهائية

### ملخص المباراة

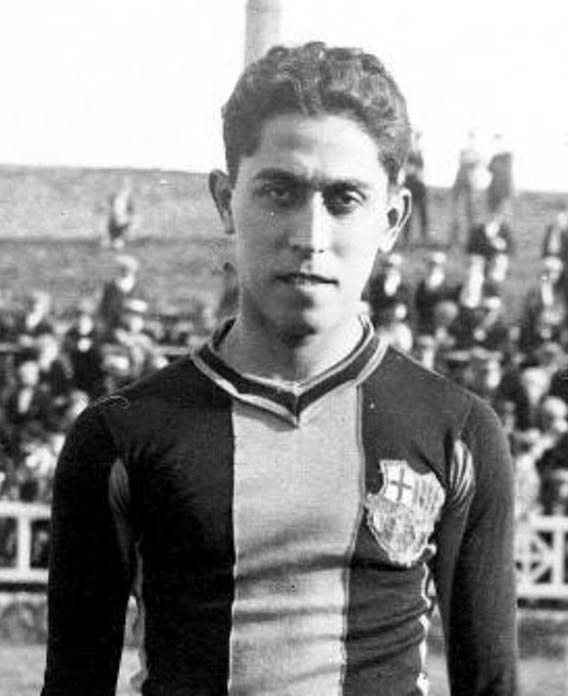
باولينو ألكانتارا لاعب برشلونة سجل 8 اهداف خلال البطولة منها هدفين في المباراة النهائية

في الشوط الأول، هيمن ريال يونيون على مجريات اللعب والاستحواذ، لكن ذلك لم يُترجم إلى فرص تسجيل حقيقية. من ناحية أخرى، كان نادي برشلونة بقيادة جاك غرينويل أكثر فعالية أمام المرمى، وسجل الهدف الأول في الدقيقة 22 بتسديدة من رامون تورالبا فاجأت دومينغو موجوروزا. كان هذا بمثابة جرس إنذار لفريق إيروندارا، الذي رد بموجة هجمات ضارية على مرمى برشلونة، ولم يتمكن الكتالونيون من مقاومة حصار يونيون، حيث اندلعت أعمال شغب في ركلة ركنية نفذها البلانكوس انتهت بالكرة داخل المرمى، وكانت اللمسة الأخيرة من باتريسيو. جدد الهدف حماس الفريق، وفي الدقائق التالية بدا أن "الاتحاديين" قادرون على قلب النتيجة، إلا أن ضربة رأس من جوزيب ساميتير جعلت النتيجة 2-1، وفي نهاية الشوط الأول، سجل باولينو ألكانتارا الهدف الثالث الذي بدا أنه حسم المباراة.
سيطر ريال يونيون بشكل شبه كامل على الشوط الثاني، لكنهم لم يتمكنوا مرة أخرى من تسجيل أي أهداف، وذلك بفضل الأداء الجيد لمدافعي برشلونة خوسيه بلاناس أرتيس وسلفادور سوروكا، وخاصة حارس المرمى ريكاردو زامورا، الذي تصدى لبعض الفرص الرائعة. مع تبقي ست دقائق على نهاية المباراة، أسقط سوروكا باتريسيو في منطقة الجزاء ولم يشر الحكم توماس بالفاي إلى أي شيء، مما أدى إلى اقتحام الملعب. تم تعليق المباراة لمدة 20 دقيقة حتى قرر إيرونداراس العودة إلى الملعب. ومع ذلك، فقد نسوا إحضار رؤوسهم معهم وانتهز برشلونة الفرصة لتسجيل هدفين في الدقائق الأخيرة، عن طريق كليمنتي غراسيا وألكانتارا، تاركًا النتيجة النهائية عند 5-1.

### تفاصيل المباراة
| نادي برشلونة                                                  | 5–1                      | ريال يونيون  |
| ------------------------------------------------------------- | ------------------------ | ------------ |
| Torralba 22' · ساميتيير 41' · ألكانتارا 45'، 90' · Gràcia 85' | Report1[usurped] Report2 | 30' Patricio |

### تشكيلة الفريقين
| نادي برشلونة | ريال يونيون |

| GK          | 1  | ريكاردو زامورا    |
| DF          | 2  | José Planas Artés |
| DF          | 3  | Salvador Surroca  |
| MF          | 4  | Ramón Torralba    |
| MF          | 5  | أغوستين سانشو     |
| MF          | 6  | جوسيب ساميتيير    |
| FW          | 7  | فيسنتي بييرا      |
| FW          | 8  | Vicente Martínez  |
| FW          | 9  | Clemente Gràcia   |
| FW          | 10 | باولينو ألكانتارا |
| FW          | 11 | ساغيباربا         |
| المدرب:     |    |                   |
| جاك غرينويل |    |                   |

| GK | 1  | Domingo Muguruza    |  |
| DF | 2  | Ignacio Berges      |  |
| DF | 3  | Román Emery         |  |
| MF | 4  | فرانسيسكو غامبورينا |  |
| MF | 5  | رينيه بيتي          |  |
| MF | 6  | Ramón Eguiazábal    |  |
| FW | 7  | José Echeveste      |  |
| FW | 8  | José Luis Zabala    |  |
| FW | 9  | Patricio            |  |
| FW | 10 | Ramón Azurza        |  |
| FW | 11 | Elías Acosta        |  |
|    |    |                     |  |
|    |    |                     |  |

| كأس الملك (إسبانيا) بطل 1922 |
| ---------------------------- |
| نادي برشلونة اللقب الخامس    |